# Deelnemers UEFA-toernooien Israël
Onderstaande tabellen bevatten de deelnemers aan de UEFA-toernooien uit  Israël.
De Israëlische voetbalbond was voor de aansluiting bij de UEFA in 1991 van 1956-1974 lid van de Aziatische voetbalbond (AFC), hier nam Israël tussen 1967-1972 deel aan het Aziatisch clubkampioenschap.

## Mannen
Voor de deelname aan de AFC-toernooien zie deelnemers AFC-toernooien Israël.
NB Klikken op de clubnaam geeft een link naar het Wikipedia-artikel over het betreffende toernooi in het betreffende seizoen.
| Seizoen | Champions League                  | Europacup II                                                                     | UEFA Cup                                        | Intertoto Cup                        |
| ------- | --------------------------------- | -------------------------------------------------------------------------------- | ----------------------------------------------- | ------------------------------------ |
| 1992/93 | Maccabi Tel Aviv                  | Hapoel Petach Tikwa                                                              |                                                 |                                      |
| 1993/94 | Beitar Jeruzalem                  | Maccabi Haifa                                                                    |                                                 |                                      |
| 1994/95 | Maccabi Haifa                     | Maccabi Tel Aviv                                                                 | Hapoel Beër Sjeva                               |                                      |
| 1995/96 | Maccabi Tel Aviv                  | Maccabi Haifa                                                                    | Hapoel Beër Sjeva Hapoel Tel Aviv               | Beitar Jeruzalem Hapoel Petach Tikwa |
| 1996/97 | Maccabi Tel Aviv ->               | Hapoel Ironi Rishon LeZion                                                       | Beitar Jeruzalem Maccabi Tel Aviv Maccabi Haifa | Hapoel Haifa Hapoel Tel Aviv         |
| 1997/98 | Beitar Jeruzalem ->               | Hapoel Beër Sjeva                                                                | Beitar Jeruzalem Hapoel Petach Tikwa            | Maccabi Haifa Maccabi Petach Tikwa   |
| 1998/99 | Beitar Jeruzalem ->               | Maccabi Haifa                                                                    | Beitar Jeruzalem Hapoel Tel Aviv                | Hapoel Haifa                         |
| Seizoen | Champions League                  | UEFA Cup                                                                         | Intertoto Cup                                   |                                      |
| 1999/00 | Hapoel Haifa ->                   | Hapoel Haifa Hapoel Tel Aviv Maccabi Tel Aviv                                    | Maccabi Haifa                                   |                                      |
| 2000/01 | Hapoel Tel Aviv                   | Beitar Jeruzalem Maccabi Haifa                                                   | Hapoel Petach Tikwa                             |                                      |
| 2001/02 | Maccabi Haifa                     | Hapoel Tel Aviv Maccabi Tel Aviv                                                 | Hapoel Haifa                                    |                                      |
| 2002/03 | Maccabi Haifa ->                  | Maccabi Haifa Hapoel Tel Aviv Maccabi Tel Aviv                                   | MS Asjdod                                       |                                      |
| 2003/04 | Maccabi Tel Aviv                  | Hapoel Ramat Gan Hapoel Tel Aviv Maccabi Haifa                                   | Maccabi Netanja                                 |                                      |
| 2004/05 | Maccabi Tel Aviv Maccabi Haifa -> | Maccabi Haifa Hapoel Bnei Sachnin Maccabi Petach Tikwa                           | Hapoel Beër Sjeva                               |                                      |
| 2005/06 | Maccabi Haifa                     | MS Asjdod Maccabi Petach Tikwa Maccabi Tel Aviv                                  | Beitar Jeruzalem                                |                                      |
| 2006/07 | Maccabi Haifa ->                  | Maccabi Haifa Beitar Jeruzalem Bnei Jehoeda Tel Aviv Hapoel Tel Aviv             | Maccabi Petach Tikwa                            |                                      |
| 2007/08 | Beitar Jeruzalem                  | Hapoel Tel Aviv Maccabi Netanja Maccabi Tel Aviv                                 | Maccabi Haifa                                   |                                      |
| 2008/09 | Beitar Jeruzalem                  | Hapoel Ironi Kiryat Shmona Hapoel Tel Aviv Maccabi Netanja                       | Hapoel Bnei Sachnin                             |                                      |
| Seizoen | Champions League                  | Europa League                                                                    |                                                 |                                      |
| 2009/10 | Maccabi Haifa                     | Bnei Jehoeda Tel Aviv Hapoel Tel Aviv Maccabi Netanja                            |                                                 |                                      |
| 2010/11 | Hapoel Tel Aviv                   | Bnei Jehoeda Tel Aviv Maccabi Haifa Maccabi Tel Aviv                             |                                                 |                                      |
| 2011/12 | Maccabi Haifa ->                  | Maccabi Haifa Bnei Jehoeda Tel Aviv Hapoel Tel Aviv Maccabi Tel Aviv             |                                                 |                                      |
| 2012/13 | Hapoel Ironi Kiryat Shmona ->     | Hapoel Ironi Kiryat Shmona Bnei Jehoeda Tel Aviv Hapoel Tel Aviv Maccabi Netanja |                                                 |                                      |
| 2013/14 | Maccabi Tel Aviv ->               | Maccabi Tel Aviv Hapoel Ramat Gan Hapoel Tel Aviv Maccabi Haifa                  |                                                 |                                      |
| 2014/15 | Maccabi Tel Aviv ->               | Maccabi Tel Aviv Hapoel Beër Sjeva Hapoel Ironi Kiryat Shmona Hapoel Tel Aviv    |                                                 |                                      |
| 2015/16 | Maccabi Tel Aviv                  | Beitar Jeruzalem Hapoel Beër Sjeva Hapoel Ironi Kiryat Shmona                    |                                                 |                                      |
| 2016/17 | Hapoel Beër Sjeva ->              | Hapoel Beër Sjeva Beitar Jeruzalem Maccabi Haifa Maccabi Tel Aviv                |                                                 |                                      |
| 2017/18 | Hapoel Beër Sjeva ->              | Hapoel Beër Sjeva Beitar Jeruzalem Bnei Jehoeda Tel Aviv Maccabi Tel Aviv        |                                                 |                                      |
| 2018/19 | Hapoel Beër Sjeva ->              | Hapoel Beër Sjeva Beitar Jeruzalem Hapoel Haifa Maccabi Tel Aviv                 |                                                 |                                      |
| 2019/20 | Maccabi Tel Aviv ->               | Maccabi Tel Aviv Bnei Jehoeda Tel Aviv Hapoel Beër Sjeva Maccabi Haifa           |                                                 |                                      |
| 2020/21 | Maccabi Tel Aviv ->               | Maccabi Tel Aviv Beitar Jeruzalem Hapoel Beër Sjeva Maccabi Haifa                |                                                 |                                      |
| Seizoen | Champions League                  | Europa League                                                                    | Europa Conference League                        |                                      |
| 2021/22 | Maccabi Haifa                     | 0                                                                                | MS Asjdod Hapoel Beër Sjeva Maccabi Tel Aviv    |                                      |

### Deelnames
Aantal seizoenen
23x Maccabi Haifa
22x Maccabi Tel Aviv FC
17x Hapoel Tel Aviv FC
15x Beitar Jeruzalem
12x Hapoel Beër Sjeva
07x Bnei Jehoeda Tel Aviv
05x Maccabi Netanja
04x Hapoel Ironi Kiryat Shmona
04x Hapoel Petach Tikwa
03x MS Asjdod
02x Hapoel Bnei Sachnin
02x Hapoel Ramat Gan
01x Hapoel Ironi Rishon LeZion

## Vrouwen
NB Klikken op de clubnaam geeft een link naar het Wikipedia-artikel over het betreffende toernooi in het betreffende seizoen.
| Seizoen | Women's Cup       |
| ------- | ----------------- |
| 2001/02 | Hapoel Tel Aviv   |
| 2002/03 | Maccabi Haifa     |
| 2003/04 | Maccabi Holon     |
| 2004/05 | Maccabi Holon     |
| 2005/06 | Maccabi Holon     |
| 2006/07 | Maccabi Holon     |
| 2007/08 | Maccabi Holon     |
| 2008/09 | Maccabi Holon     |
| Seizoen | Champions League  |
| 2009/10 | Maccabi Holon     |
| 2010/11 | ASA Tel Aviv      |
| 2011/12 | ASA Tel Aviv      |
| 2012/13 | ASA Tel Aviv      |
| 2013/14 | ASA Tel Aviv      |
| 2014/15 | ASA Tel Aviv      |
| 2015/16 | ASA Tel Aviv      |
| 2016/17 | FC Ramat Hasjaron |
| 2017/18 | FC Kiryat Gat     |
| 2018/19 | FC Kiryat Gat     |
| 2019/20 | ASA Tel Aviv      |
| 2020/21 | FC Ramat Hasjaron |
| 2021/22 | FC Kiryat Gat     |

### Deelnames
07x ASA Tel Aviv FC
07x Maccabi Holon
03x FC Kiryat Gat
02x FC Ramat Hasjaron
01x Hapoel Tel Aviv FC
01x Maccabi Haifa
Albanië ·
Andorra ·
Armenië ·
Azerbeidzjan ·
België ·
Bosnië en Herzegovina ·
Bulgarije ·
Cyprus ·
Denemarken ·
Duitsland ·
Engeland ·
Estland ·
Faeröer ·
Finland ·
Frankrijk ·
Georgië ·
Gibraltar ·
Griekenland ·
Hongarije ·
Ierland ·
IJsland ·
Israël ·
Italië ·
Kazachstan ·
Kroatië ·
Kosovo ·
Letland ·
Liechtenstein ·
Litouwen ·
Luxemburg ·
Malta ·
Moldavië ·
Montenegro ·
Nederland ·
Noord-Ierland ·
Noord-Macedonië ·
Noorwegen ·
Oekraïne ·
Oostenrijk ·
Polen ·
Portugal ·
Roemenië ·
Rusland ·
San Marino ·
Schotland ·
Servië ·
Slovenië ·
Slowakije ·
Spanje ·
Tsjechië ·
Turkije ·
Wales ·
Wit-Rusland ·
Zweden ·
Zwitserland

Historie:
DDR ·
Joegoslavië ·
Saarland ·
Sovjet-Unie ·
Tsjecho-Slowakije